# Wilhelm von Diesbach

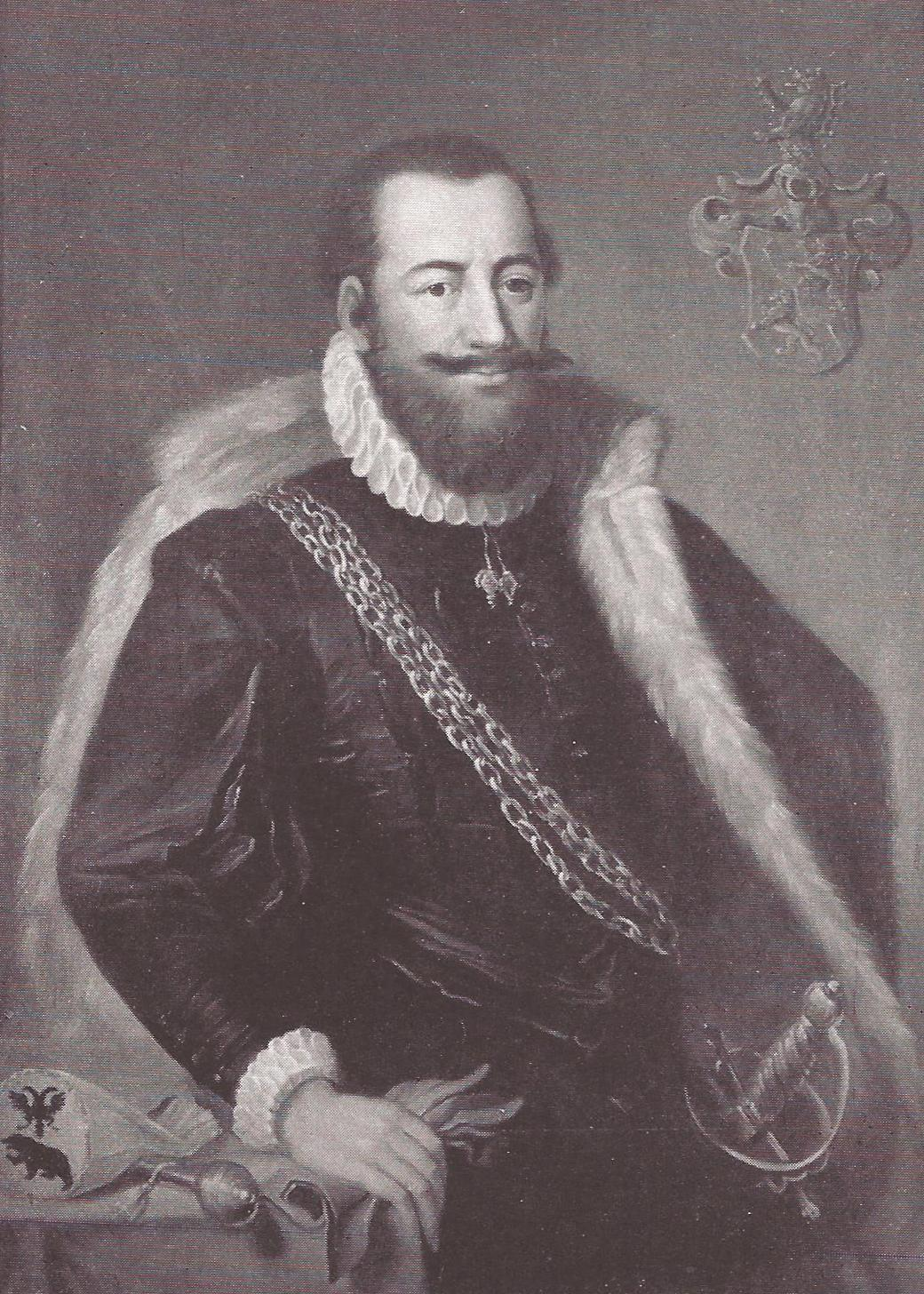
Wilhelm von Diesbach, Idealbildnis 18. Jh.

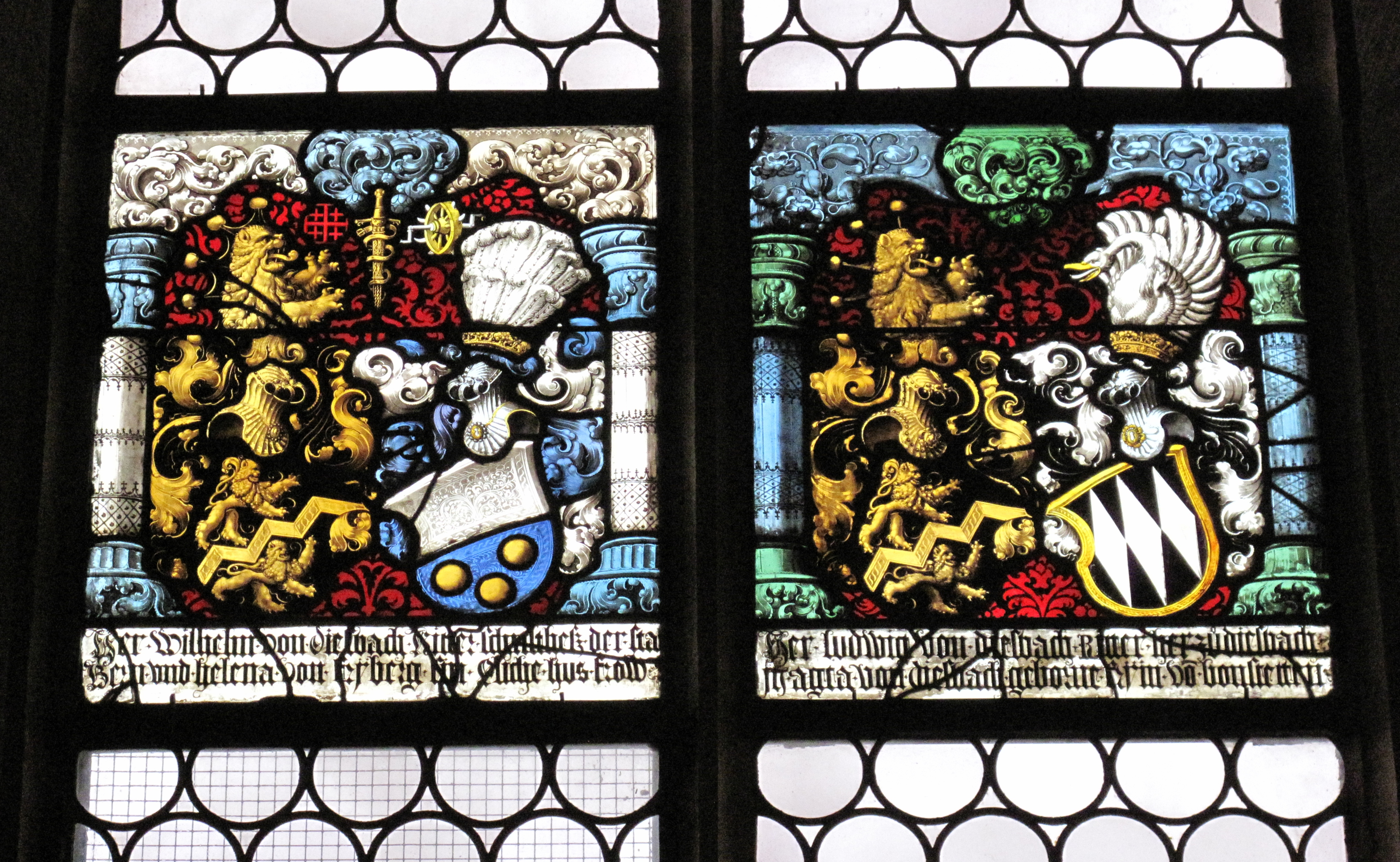
Allianzwappenscheibe: Links Wilhelm von Diesbach und Helena von Freyberg, rechts Ludwig von Diesbach und seine Frau, eine geborene von Bonstetten, in der Kirche zu Ligerz

Wilhelm von Diesbach (* 1442 in Bern; † 28. Dezember 1517) war Schultheiss von Bern. Er stammte aus der Berner Patrizierfamilie von Diesbach.

## Leben
Wilhelm von Diesbach kam als Sohn des Ludwig von Diesbach († 1452), Ritter von Jerusalem und Kleinrat, und der Elisabeth von Runs zur Welt. Von Diesbach erhielt seine Erziehung im Hause seines Cousins Niklaus von Diesbach. Nach einer Zeit als Page im französischen Grafenhaus De Foix folgte ein Studium in Paris. 1466 fand die Aufnahme in den Berner Rat der Zweihundert statt. Als Begleitung seines Cousins Niklaus unternahm er eine Pilgerfahrt nach Jerusalem und wurde danach gemeinsam mit diesem 1467 zum Ritter geschlagen. 1475 wurde er Kleinrat und 1478 2. Heimlicher vom Rat. Ab 1481 war er wiederholt Schultheiss von Bern, unterbrochen 1492–98 als 1. Heimlicher vom Rat.
Wilhelm von Diesbach führte mehrmals Berner Truppen ins Feld, so etwa in den Burgunderkriegen, dem Schwabenkrieg 1499 und den Mailänderkriegen 1500–15. Er war zudem in der ganzen Schweiz gefragt als Vermittler, Schiedsrichter und Unterhändler, etwa 1481 beim Stanser Verkommnis und 1495 als Gesandter neben Adrian II. von Bubenberg auf dem Reichstag zu Worms. Seine Beteiligung am Ewigen Frieden mit Frankreich (1516) war sein letztes politisches Werk.
Wilhelm von Diesbach heiratete 1471 in erster Ehe Dorothea von Hallwyl, um 1479 in zweiter Ehe Helene von Freiberg und 1501 in dritter Ehe Anastasia Schwend. Er besass die Herrschaften Worb, Signau, Holligen und Oberdiessbach, zur Hälfte auch die Herrschaft Twann.
Der Berner Staatsmann und Landvogt Ludwig von Diesbach (1452–1527) war sein Bruder, der Berner Schultheiss Sebastian von Diesbach (1481–1537) sein Neffe.